# ニートレックス
株式会社ニートレックス（英: Nitolex Corporation）は、愛知県知多郡武豊町に本社を置く研削砥石及びダイヤモンド・CBNホイールの総合メーカーである。総合メーカーとしてはノリタケカンパニーリミテドとクレトイシに次いで国内二番目の規模を有する。

## 概要
社名はラテン語の「nitor(光り輝くもの)」と「lex(方式・提案)」の合成語に由来する。
顧客の生産システムに最適な製品をオーダーメイドで製作する完全受注生産方式を採用している。
鉄道レールの削正工事に関するソリューション事業も行っている。

## 沿革
- 1934年 - 京都府で日東研磨砥石研究所として創立。
- 1940年 - 本社工場を愛知県知多郡武豊町に移転。
- 1941年 - 日東研磨工業所と社名変更。
- 1945年 - 日東産業株式会社と社名変更。鉄道総局の指定銘柄工場となる。
- 1953年 - レジノイド砥石の製造を開始。
- 1979年 - ダイヤモンドホイール、CBNホイールの製造を開始。
- 1989年 - 株式会社ニートレックスと社名変更。
- 2013年 - 中国・広州に広州日東莱庫斯貿易有限公司を設立。

## 主要製品
- 酸化アルミニウム及び炭化ケイ素砥粒の研削砥石
  - 特殊表面処理砥粒砥石 エスバリオ
  - 低研削抵抗ビトリファイド砥石 メリオル
  - 高靭性ビトリファイド砥石 フォルタス
  - ギヤホーニング研削用ビトリファイド砥石 ギヤファイン
  - ダブルディスク研削用レジノイド砥石 ビロータ
- ダイヤモンド及びCBNホイール
  - セラミックス・メタルハイブリッドボンドホイール アプラス
  - メタルハイブリッドボンドホイール ボナレックス
  - 格子状配列ディスクホイール ラティス
  - 鏡面加工用超微粒ホイール ナノエーラ
  - 単層砥粒ホイール キャピオ
- 特殊研磨布紙ホイール
  - 鉄道レール研削用ホイール 3B
  - ギヤ仕上研削用ホイール ギヤフィニッシュ
- 特殊機械
  - 組立式手動レール研削機 RS-3
  - 組立式連続レール研削機 RS-4

## 事業所
製造拠点
武豊工場 - 〒470-2343　愛知県知多郡武豊町小迎184
新潟地区
新潟本社 - 〒954-0076　新潟県見附市新幸町7-24
東日本地区
東京支社 - 〒144-0047　東京都大田区萩中3-9-14
仙台営業所 - 〒982-0031　宮城県仙台市太白区泉崎1-14-13
北関東営業所 - 〒323-0027　栃木県小山市花垣町1-3-25
中部地区
名古屋本社 - 〒466-0064　愛知県名古屋市昭和区鶴舞2-17-3
北陸営業所 - 〒930-0944　富山県富山市開1344
西日本地区
関西支社 - 〒675-1323　兵庫県小野市榊町702-1
水島営業所 - 〒712-8011　岡山県倉敷市連島町連島445-2
北九州営業所 - 〒802-0804　福岡県北九州市小倉南区下城野2-6-17
佐世保営業所 - 〒857-0832　長崎県佐世保市藤原町9-6
海外
中国 広州日東莱庫斯貿易有限公司 - 広州市天河区体育西路191号 Ｂ塔2919